# Les Deux Aveugles (pel·lícula)
Les Deux Aveugles va ser un curtmetratge mut francès del 1900 dirigit per Georges Méliès. Va ser venut per la Star Film Company de Méliès i té el número 283 als seus catàlegs.
Actualment es presumeix que la pel·lícula és perduda. No obstant això, una pel·lícula fotogràfica sobreviu d'una escena, amb Méliès en segon lloc des de la dreta, interpretant un dels personatges.